# Lazulifink
Der Lazulifink (Passerina amoena) ist ein nordamerikanischer Singvogel aus der Familie der Kardinäle. Der Name erinnert an den blauglänzenden Edelstein Lapislazuli.

## Merkmale
Das 14 cm große Männchen ist leicht am hellblauen Kopf und Rücken, der zimtfarbenen Brust, dem weißen Bauch und einer weißen Flügelbinde zu erkennen. Das Weibchen ist braun gefärbt, mit hellerer Unterseite und hat zwei weiße Flügelbinden.

## Vorkommen
Der  Lazulifink brütet westlich des 100. Längengrads von Südkanada bis Nordtexas, New Mexico, Arizona, Südkalifornien und Niederkalifornien. Er überwintert in Arizona und Mexiko. Er lebt in Buschland, in Weiden mit Unkraut und manchmal in Städten.

## Verhalten
Der Vogel sucht am Boden oder in Büschen nach Samen und Insekten. Das Männchen verbringt viel Zeit damit, auf einer Baumspitze zu singen und damit sein Revier zu verteidigen.

## Fortpflanzung
In einem Schalennest im Gebüsch werden 3 bis 4 blassblaue Eier gelegt. Im Gebiet der Great Plains paart er sich auch mit dem Indigofink.